# Вороняцька сільська рада
| Вороняцька сільська рада — колишній орган місцевого самоврядування у Золочівському районі Львівської області з адміністративним центром у с. Вороняки. Історична дата утворення: в 1939 році. Водоймища на території, підпорядкованій даній раді: річка Золота Липа. Сільській раді були підпорядковані населені пункти: - с. Вороняки |

## Склад ради
Рада складалася з 20 депутатів та голови.

### Керівний склад ради
| ПІБ                           | Основні відомості                                                                              | Дата обрання | Дата звільнення |
| ----------------------------- | ---------------------------------------------------------------------------------------------- | ------------ | --------------- |
| Кмиць Михайло Васильович      | Сільський голова, 1945 року народження, освіта, член Всеукраїнського об'єднання «Батьківщина»  | 26.03.2006   | 31.10.2010      |
| Шеремета Володимир Михайлович | Сільський голова, 1960 року народження, освіта вища, член Всеукраїнського об'єднання «Свобода» | 31.10.2010   |                 |

Примітка: таблиця складена за даними джерела